# فلم ناروتو شيبودن: الروابط
فيلم ناروتو شيبودن: الروابط (劇場版 NARUTO−ナルト− 疾風伝 絆) هو فيلم أنمي أُنتج عام 2008 وهو ثاني أفلام ناروتو شيبودن وخامس أفلام ناروتو من إخراج ماساهيكو موراتا وتأليف جونكي تاكيغامي وبطولة جونكو تاكيوتشي ونورياكي سغياما؛ الفيلم تحدث أحداثه بعد أحداث الحلقة 71.

## القصة
مجموعة غامضة من النينجا يدعون السورا من دولة السماء يشنون هجوما مفاجئًا على قرية الورق لأجل الانتقام - بسبب تدمير الورق لدولة السماء تقريبًا أثناء حرب النينجا العظمى الثانية. في الوقت نفسه، ناروتو وساكورا وهيناتا قد أُرسلوا لمساعدة قرية صبي. يرافقون أكامارو والطبيب شينو إلى القرية. وفي الوقت نفسه في كونوها، ينسحب نينجا السورا بسبب دعم التشاكرا المتناقص. ترسل تسونادي فريق خاص آخر يتكون من كاكاشي وشيكامارو وساي وشينو ليبحثوا عن قاعدتهم. لاحقًا، ينجح ساي وشينو في تدمير السفن التي يتمركز فيها نينجا السماء وبالتالي يتحقق النصر لكونوها.

## فريق العمل
| الشخصية         | المؤدي الياباني |
| --------------- | --------------- |
| ناروتو أوزوماكي | جونكو تاكيوتشي  |
| ساسوكي أوتشيها  | نورياكي سغياما  |
| ساكورا هارونو   | تشي ناكامورا    |
| كاكاشي هاتاكي   | كازهيكو إينوي   |
| ساي             | ساتوشي هينو     |
| نيجي هيوغا      | كويتشي توتشيكا  |
| شينو أبورامي    | شينجي كاوادا    |
| هيناتا هيوغا    | نانا ميزكي      |
| شيكامارو نارا   | شوتارو موريكبو  |
| تشوجي           | كينتارو إيتو    |
| تسونادي         | ماساكو كاتسكي   |
| شيزوني          | كيكو نيموتو     |
| جيرايا          | هوتشو أوتسكا    |
| أوروتشيمارو     | كوجيرا          |
| كابوتو          | نوبتوشي كانا    |
| ياماتو          | ريكيا كوياما    |
| أمارو           | موتوكو كوماي    |
| شينو            | أنشو إيشيزكا    |

## وصلات خارجية
- الموقع الرسمي
- الموقع الرسمي
- فلم ناروتو شيبودن: الروابط (فيلم) في شبكة أخبار الأنمي
- مقالات تستعمل روابط فنية بلا صلة مع ويكي بيانات